# Stelios Konstantas
Stelios Konstantas (griechisch Στέλιος Κωνσταντάς; * im 20. Jahrhundert in Larnaka) ist ein zyprischer Popsänger.

## Leben und Wirken
Vor seiner Karriere als Musiker war Konstantas als Fußballspieler aktiv. 1994 erschien sein erstes Album, das sich in Zypern zu einem Hit entwickelte. In den folgenden Jahren erschienen drei weitere Alben.
1997 und 1999 nahm Konstantas an der nationalen Vorentscheidung zum Eurovision Song Contest teil. 1997 belegte er mit I grammitis ntropi den zweiten Platz, 1999 mit Methysmeno feggari den vierten.
2003 wurde der Auswahlmodus in Zypern geändert und Konstantas von einer Rundfunkkommission ausgewählt, das Land beim Eurovision Song Contest in Riga zu vertreten. Mit dem von ihm selbst geschriebenen Titel Feeling Alive erreichte er international den 20. Platz.
Konstantas zog 2001 mit seiner Ehefrau und seinen drei Kindern von Zypern nach Athen, um dort besser an seiner Karriere arbeiten zu können.